# バイオミメテクスシンパシーズ
株式会社バイオミメティクスシンパシーズ（英文名称：BioMimetics Sympathies Inc.）、旧社名株式会社シームス（SEEMS Inc.）は、日本のベンチャー企業。再生医療に関する各種サービスの提供や研究開発を行う。

## 主な製品・サービス・技術
- 聴覚障害者に向け、火災の発生をワサビの香りで知らせる火災報知器
  - 本研究により、同社社長漆畑直樹を含む研究チームが2011年にイグノーベル賞（化学賞）を受賞した[1]。
- 香りで起こす目覚まし時計
- 香りで着信を知らせる、携帯電話用ストラップ
- 香り付きクレジットカード
- 体臭の変化による、がんなどの疾病の早期発見
- その他、香りを応用した環境・医療・セキュリティ分野の技術開発
- 再生医療に関する各種サービスの提供

## 沿革
- 2000年11月28日 - 株式会社イー・ワンジャパン設立
- 2001年6月 - 株式会社ピクセンに社名変更
- 2003年 - 香り店舗システムが、日本経済新聞社主催「JAPAN SHOP SYSTEM AWARD 2003」優秀賞を受賞
- 2006年10月 - 株式会社シームスに社名変更
- 2007年 - 社長の漆畑直樹が、Japan Venture Awards2007の「創業・ベンチャー国民フォーラム会長表彰」を受賞
- 2011年お台場の現所在地に本店移転、同時にサンフィールドクリニックと併設の細胞培養センター開設。
- 2014年6月 - 株式会社バイオミメティクスシンパシーズに社名変更